# La Grande-Paroisse
La Grande-Paroisse – miejscowość i gmina we Francji, w regionie Île-de-France, w departamencie Sekwana i Marna. Przez miejscowość przepływa Sekwana. 
Według danych na rok 1990 gminę zamieszkiwały 2392 osoby, a gęstość zaludnienia wynosiła 82 osób/km² (wśród 1287 gmin regionu Île-de-France La Grande-Paroisse plasuje się na 446. miejscu pod względem liczby ludności, natomiast pod względem powierzchni na miejscu 22.).